# Armand Cherpillod
Armand Cherpillod est un champion suisse de lutte, né le 25 novembre 1876 à Vraconnaz, près de Sainte-Croix, dans le Canton de Vaud, et mort à Sainte-Croix le 26 août 1940.

## Biographie
Issu d'une famille modeste, ainé de neuf enfants et confronté très tôt aux dures réalités de l'existence[réf. nécessaire], il remporte de nombreuses[réf. nécessaire] compétitions régionales, nationales et internationales et il devient champion d'Europe et champion du monde de lutte libre puis de ju-jitsu à plusieurs reprises entre 1900 et 1926[réf. nécessaire]. 
En 1901, il devint professeur de gymnastique et de lutte libre à la Bartitsu Academy of Arms and Physical Culture, à Londres, où il enseigne aux côtés de deux jeunes Ju-Jitsuka, Yukio Tani (en) et Sadakazu Uyenishi (en) qui lui apprennent le ju-jitsu.
Après sa retraite de la compétition sportive, Armand Cherpillod travaille en qualité de professeur de gymnastique et de masseur sportif et il devient moniteur en chef d'éducation physique de la Section d'athlétisme du Stade-Lausanne. Il entraîne différents corps de police en Suisse, ainsi que plusieurs groupements, en leur enseignant les techniques de gymnastique et d'auto-défense modernes. Il participe aussi à de nombreuses conférences et publie des articles dans les domaines de la culture physique et de l'alimentation,.
La biographie d'Armand Cherpillod est publiée par Abel Vaucher en 1929 à Lausanne sous le titre "Un champion - Armand Cherpillod", avec une introduction du colonel-divisionnaire Guisan. L'ouvrage est augmenté d'un manuel et renommé "La vie d'un champion - Cours de culture physique et de jiu-jitsu par Armand Cherpillod, champion du monde" et réédité en 1933, puis en 1939.
Armand Cherpillod meurt à Sainte-Croix le 26 août 1940, dans sa soixante-quatrième année. Il était marié et avait une fille.